# Theodor Janssen (Architekt)
Theodor Janssen (* 1846; † 1886) war ein deutscher Architekt und Lehrer an der Kunstgewerbeschule Düsseldorf.

## Leben
Janssen war ein Sohn des Düsseldorfer Grafikers Tamme Weyert Theodor Janssen und dessen Ehefrau Laura (1822–1889), einer Schwester des Genremalers Johann Peter Hasenclever. Seine Brüder waren der Maler Peter Janssen der Ältere und der Bildhauer Karl Janssen.
1877 besuchte er die Bauklasse der Kunstakademie Düsseldorf, wo ihn der Architekt und Kunsthistoriker Wilhelm Lotz unterwies. Als Assistent und unter dem Direktorat des Architekten Hermann Stiller wurde er an der 1883 eröffneten Kunstgewerbeschule Düsseldorf als Lehrer angestellt. Dort wurde er später Professor.